# Championnat de Roumanie de rugby à XV 2017-2018
Navigation
SuperLiga 2016-2017 SuperLiga 2018-2019
Le championnat de Roumanie de rugby à XV 2017-2018 ou SuperLiga 2017-2018 est 103e édition de la compétition qui se déroule du 26 août 2017 au 26 mai 2018. Elle oppose les sept meilleures équipes de Roumanie.			

## Liste des équipes en compétition
| CSM Baia Mare CSM Bucarest Dinamo Bucarest Steaua Bucarest Timișoara Saracens CSU Cluj-Napoca Poli Iasi |

| Équipe                | Entraineur(s) | Stade | Capacité | Ville       |
| --------------------- | ------------- | ----- | -------- | ----------- |
| CSM Baia Mare         |               |       |          | Baia Mare   |
| CSM București         |               |       |          | Bucarest    |
| Dinamo București      |               |       |          | Bucarest    |
| Steaua București      |               |       |          | Bucarest    |
| Timișoara Saracens    |               |       |          | Timișoara   |
| CS Universitatea Cluj |               |       |          | Cluj-Napoca |
| CS Politehnica Iași   |               |       |          | Iași        |

## Résumé des résultats

### Classement de la phase régulière
| Rang | Club                   | J  | V | N | D  | Pm  | Pe  | Diff | Pts |
| ---- | ---------------------- | -- | - | - | -- | --- | --- | ---- | --- |
| 1    | Steaua București       | 12 | 9 | 1 | 2  | 313 | 203 | +110 | 44  |
| 2    | CSM București          | 12 | 8 | 1 | 3  | 373 | 185 | +188 | 42  |
| 3    | Timișoara Saracens (T) | 12 | 8 | 2 | 2  | 318 | 193 | +125 | 42  |
| 4    | CSM Baia Mare          | 12 | 8 | 0 | 4  | 386 | 194 | +192 | 39  |
| 5    | Dinamo București       | 12 | 4 | 1 | 7  | 272 | 322 | -50  | 23  |
| 6    | Universitatea Cluj     | 12 | 2 | 0 | 10 | 169 | 483 | -314 | 10  |
| 7    | CS Politehnica Iași    | 12 | 0 | 1 | 11 | 95  | 346 | -251 | -3  |

|  | Qualifié pour les demi-finales (no 1, no 2, no 3, no 4). |
|  | T : tenant du titre 2017                                 |

## Résultats détaillés

### Phase régulière

#### Tableau synthétique des résultats
L'équipe qui reçoit est indiquée dans la colonne de gauche.			
| Clubs               | BAI   | CSM   | DIN   | IAS   | STE   | TIM   | UCN   |
| ------------------- | ----- | ----- | ----- | ----- | ----- | ----- | ----- |
| CSM Baia Mare       |       | 25-14 | 22-16 | 64-0  | 26-27 | 18-22 | 59-5  |
| CSM București       | 7-13  |       | 54-7  | 22-22 | 12-15 | 28-16 | 54-14 |
| Dinamo București    | 29-33 | 32-53 |       | 70-5  | 9-17  | 22-22 | 18-12 |
| CS Politehnica Iași | 0-5   | 8-35  | 0-5   |       | 20-47 | 0-5   | 20-29 |
| RC Steaua București | 39-37 | 15-33 | 27-19 | 5-0   |       | 16-18 | 45-8  |
| Timișoara Saracens  | 23-15 | 6-11  | 52-7  | 54-20 | 15-15 |       | 47-19 |
| Universitatea Cluj  | 12-69 | 12-50 | 25-38 | 5-0   | 6-45  | 22-38 |       |

|  | Victoire à domicile |  | Match nul |  | Défaite à domicile |

## Phase finale

### Attribution du titre
|  | Demi-finales        | Demi-finales       |                        |    | Finale      | Finale      |
|  | Demi-finales        | Demi-finales       |                        |    | Finale      | Finale      |
|  |                     |                    |                        |    |             |             |
|  | 19 mai 2018         | 19 mai 2018        |                        |    | 26 mai 2018 | 26 mai 2018 |
|  | 19 mai 2018         | 19 mai 2018        |                        |    | 26 mai 2018 | 26 mai 2018 |
|  | RC Steaua București | 19                 |                        |    | 26 mai 2018 | 26 mai 2018 |
|  | RC Steaua București | 19                 |                        |    | 26 mai 2018 | 26 mai 2018 |
|  | CSM Baia Mare       | 20                 |                        |    | 26 mai 2018 | 26 mai 2018 |
|  | CSM Baia Mare       | 20                 | CSM Baia Mare          | 15 |             |             |
|  | 19 mai 2018         |                    | CSM Baia Mare          | 15 |             |             |
|  |                     | Timișoara Saracens | 21                     |    |             |             |
|  | CSM București       | Timișoara Saracens | 21                     | 13 |             |             |
|  | CSM București       |                    |                        | 13 |             |             |
|  | Timișoara Saracens  | 26                 |                        |    |             |             |
|  | Timișoara Saracens  | 26                 | Match pour la 3e place |    |             |             |
|  |                     |                    |                        |    |             |             |
|  | 26 mai 2018         |                    |                        |    |             |             |
|  |                     |                    |                        |    |             |             |
|  | RC Steaua București | 23                 |                        |    |             |             |
|  | RC Steaua București | 23                 |                        |    |             |             |
|  | CSM Baia Mare       | 22                 |                        |    |             |             |
|  | CSM Baia Mare       | 22                 |                        |    |             |             |